# فيسنتي إس. سانتوس جونيور
فيسنتي إس. سانتوس جونيور هو عسكري فلبيني، ولد في 17 مايو 1944 في San Manuel, Pangasinan ‏ في الفلبين، وتوفي في 17 فبراير 2012 في مونتنلوبا في الفلبين.